# Sphecodes fattigi
Sphecodes fattigi är en biart som beskrevs av Mitchell 1956. Sphecodes fattigi ingår i släktet blodbin, och familjen vägbin. Inga underarter finns listade i Catalogue of Life.